# Поповян, Аршак Меркянович
Аршак Меркянович Поповян (1923—1988) — советский писатель, краевед, сатирик и полиграфист. Почётный гражданин города Евпатории.

## Биография
Родился в крестьянской семье, проживавшей в селе Чалтырь. В школе проучился девять классов, затем началась война. В 1941 году новобранец несколько месяцев обучался в 189-м Запасном полку в Ростове-на-Дону. С 1942 в действующей армии. Служил в пехоте и в артиллерии, освобождал Крым и Украину. Дослужился до командира орудия (звание — сержант). Был ранен трижды. В июне 1945 после последнего ранения демобилизовался из госпиталя.
В 1945—1947 работал инспектором культпросветотдела райисполкома и завхозом в школьном детском доме. С 1949 трудился в типографии. В 1959 заочно закончил Московский полиграфический техникум. Затем заведовал типографией (1970—1985 — директор Чалтырской типографии № 7). Член КПСС с 1962 года.
Автор рассказов, в том числе на армянском языке, который старался сохранить. Вот некоторые из них: «Хашых-берек», «Золотое крыльцо», «Глазами ребенка», «Сватовство», «Железный жребий». Активно печатался в газетах.

## Творчество на армянском языке
- Поповян, А. М. Ергатэ насибы (Железный жребий) [Текст]: рассказ-быль / А. М. Поповян; на арм. яз. // Заря комм. — 1972. — 15 апр.
- Поповян, А. М. Ерб «кохы» дунен э… (Когда вор из дома…) [Текст] рассказ / А. М. Поповян; на арм. яз. // Заря комм. — 1983. — 11 янв.
- Поповян, А. М. Железный сюрприз [Текст] / А. М. Поповян; пер. с арм. Н. Егорова // Лит. Армения. — 1985. — № 7.- С. 59-61.
- Поповян, А. М. Железный жребий [Текст] / А. М. Поповян; пер. с арм. Х. Наирьяна (Кристостуряна) // Заря комм. — 198?. — №. —.
- Поповян, А. М. Золотое крыльцо [Текст] / А. М. Поповян; на арм. яз. // Заря комм. — 1969. — 25 янв.
- Поповян, А. М. Сватовство. Глазами ребенка: [Текст] : [рассказы на арм. яз.] / А. М. Поповян // Заря. — 1989. — 22 апр.
- Поповян, А. М. Хашых-берек [Текст] : [рассказы товарища] / А. М. Поповян // Заря комм. — 1984. — 22 ноября; то же самое на арм. яз. — Заря комм. — 1969. — 31 мая.

## Награды и память
Был награждён орденом «Отечественной войны I степени» и медалями.
О нём рассказывается в книге «Наш любимый Аршак» (содержит также собственные тексты Поповяна)
Почётный гражданин города Евпатория.